# Kréol FM
 (décembre 2011).
Si vous disposez d'ouvrages ou d'articles de référence ou si vous connaissez des sites web de qualité traitant du thème abordé ici, merci de compléter l'article en donnant les références utiles à sa vérifiabilité et en les liant à la section « Notes et références ».
Kréol FM est  une station de radio de l'île de la Réunion. La radio a été fondée en 1992 par Thierry Araye, qui est également propriétaire de Télé Kréol.